# 约克莫克市镇
约克莫克市镇（瑞典語：Jokkmokks kommun）是瑞典北部北博滕省的一个市镇。其治所位于约克莫克。